# Бобков, Николай Андреевич
Никола́й Андре́евич Бобко́в (3 декабря 1922, деревня Вертьяново, Нижегородская губерния — 25 августа 1953, село Сюльдюкар, ЯАССР) — советский геолог, один из первых научно обосновал алмазоносность реки Малая Ботуобия.

## Биография
Родился 3 декабря 1922 в деревне Вертьяново Нижегородской губернии в семье крестьянина-середняка. В 1939 году окончил школу и поступил в Ленинградский горный институт.
В 1940 году был призван в ряды Красной Армии, служил стрелком воинской части, которая дислоцировалась на западной границе СССР. Под Минском часть была разбита. Бобков Николай попал в плен и был отправлен в концентрационный лагерь в Восточной Пруссии. В 1943 году он бежал из лагеря, но был пойман и отправлен в концентрационный лагерь в районе г. Кассель. Николай вновь совершил побег в 1944 году и попал в расположение американских войск. После проверки был направлен работать на харьковский завод «Серп и молот».
В 1946 году продолжил учёбу в Горном институте. Особенно увлёкся минералогией и кристаллографией, что в дальнейшем во многом определило его судьбу. На старших курсах он принимал активное участие в работе студенческого научного общества. 31 марта 1951 года успешно защитил дипломный проект по теме «Докембрийские кристаллические толщи Джезказган-Улутауского района и связанная с ними джеспилитовая железорудная формация».
После окончания института был распределён в Амакинскую экспедицию 2-го Союзного треста Главуралсибгеологии. Будучи кристаллографом, был назначен начальником специальной партии № 139, которая занималась описанием найденных на Сибирской платформе алмазов. Он создал первую кристалломорфологическую классификацию алмазов. Николай Бобков сделал вывод об идентичности якутских алмазов южноафриканским, а также о разных источниках вилюйских и мархинских алмазов. Это говорило, что коренными породами якутских алмазов, как и в Южной Африке, должны быть кимберлиты. Математически вычислил, что первоисточником вилюйских алмазов является правый приток Вилюя — река Малая Ботуобия. Идеи Н. А. Бобкова поддержал главный геолог экспедиции М. А. Гневушев.
В конце сентября 1952 года Н. Бобков выступил на организованном в Иркутске специальном совещании. Свой доклад он построил на наглядной схеме-диаграмме, где ясно было видно, что максимум найденных на Вилюе алмазов приходится на район Сюльдюкара, до и после которого наблюдается их уменьшение вплоть до полного исчезновения. Выводом являлось то, что где-то рядом с Сюльдюкаром находится коренное месторождение алмазов. Он указал на реки Малая и Большая Ботуобии как на самый перспективный участок для поиска коренного месторождения алмазов. Тем самым была поставлена под сомнение господствовавшая тогда среди руководства экспедиции гипотеза о связи алмазов с траппами и бесперспективности правых притоков Вилюя.
Чтобы проверить свои прогнозы, Н. Бобков сам решил провести маршрутные исследования на правобережье Вилюя, но не смог осуществить намеченное: трагически погиб в августе 1953 года во время полевых работ. Утонул в р. Вилюй в районе села Сюльдюкар. Похоронен в Иркутске.
В конце полевого сезона 1953 года геолог партии № 132 Наталья Владимировна Кинд, коллектор партии № 139 Арсений Александрович Панкратов и проводник Матвей Афанасьев пошли по маршруту, намеченному Н. Бобковым, и уже в начале сентября, при промывке шлиха из русловой отмели Наталья Владимировна нашла первый алмаз на реке Малая Ботуобия, тем самым подтвердив правильность прогноза Н. А. Бобкова. Кристалл весом 9 мг представлял собой слегка сплющенный октаэдр. Косу, где он был найден, назвали «Находка».
Этой находкой устанавливалась алмазоносность ранее признанного бесперспективным правого вилюйского притока, на несколько лет закрытого для проведения поисков. Открытие богатого Малоботуобинского района – важное событие. В отчёте за 1953 год Н. В. Кинд дала детальное описание геологического строения нижнего течения р. Малая Ботуобия и написала:

В 1954 необходимо провести мелкообъёмное опробование вышерасположенных участков долины. Это опробование не только поможет решить чисто практические задачи, оно будет иметь большое значение и для выяснения областей сноса алмазов в р. М. Ботуобия и поможет подойти к решению вопроса о коренных источниках вилюйских алмазов.

С этого времени началось интенсивное изучение Малоботуобинского район. Метод Н. А. Бобкова позволил направить поиски коренного месторождения — трубки «Мир» — в нужном направлении, что ускорило его открытие.

### Публикации
Статьи
- Бобков Н. А., Казицын Ю. В. О шпинелях Южной Якутии // Записки Всесоюзного минералогического общества. — 1954. — Т. 83, № 2. — С. 163—167.
- Бобков Н. А., Казицын Ю. В. Новый минерал магналюмоксид // Записки Всесоюзного минералогического общества. — 1951. — Т. 80, № 2. — С. 108—121.
- Бобков Н. А. Линейные совокупности параллельных векторов в структурной кристаллографии // Записки Всесоюзного минералогического общества. — 1952. — Т. 81, № 4. — С. 323.
- Бобков Н. А. Проекция структур кристаллов на плоскость (hkl) // Записки Всесоюзного минералогического общества. — 1953. — Т. 82, № 3. — С. 185—195.
- Гневушев М. А., Бобков Н. А., Бартошинский З. В.[укр.]. Следы травления и растворения на якутских алмазах // Минералогический сборник Львовского геологического общества. — 1957. — № 11. — С. 22—27.

## Семья
Жена: Людмила Петровна Бобкова;
Сын: Юрий Николаевич Бобков.

## Награды и премии
Присвоено звание «Почётный гражданин Мирнинского района» (посмертно) (1967).

## Память
- Именем Н. А. Бобкова названа улица в микрорайоне Заречный города Мирного[2].
- Одна из кимберлитовых трубок Алакит-Мархинского поля, открытая в 1989 г., названа в честь геолога Бобкова.
- Бобковит — алюмисто-щелочной опал (К, Са, Mg, Fe)0,5(Si29Al)O60. Является твёрдым раствором Al, Fe, Ca, Mg и К в кремнезёме. Встречен в зоне гидротермального и метасоматического изменения древних пород на востоке СССР. Назван в память Н. А. Бобкова[3][4].
- В честь первооткрывателя Якутской алмазоносной провинции Николая Бобкова алмазу весом 23,30 карата, добытому 2 августа 1969 года на фабрике № 2 из кимберлитов трубки «Мир», присвоено имя «Николай Бобков»[5][6].